# Après le mariage
Pour plus de détails, voir Fiche technique et Distribution.
Après le mariage ou Après la noce au Québec (After the Wedding) est un film dramatique américain écrit et réalisé par Bart Freundlich, sorti en 2019.
Il s'agit du remake du film dano-suédois After the Wedding (Efter Brylluppet) de Susanne Bier, sorti en 2006.

## Synopsis
Directrice  d’un orphelinat en Inde en manque de ressources et menacé de fermeture, Isabel Andersen retourne à New York pour solliciter l'aide d'une riche cheffe d'entreprise, Theresa Young, dans l'espoir de sauver financièrement son établissement. Alors qu'elle souhaite un don de deux millions de dollars de la part de Young qui se montre très amicale et chaleureuse avec elle, Isabel est invitée par celle-ci au mariage de sa fille, Grace, où elle rencontre son ancien amour de jeunesse, Oscar, qui n'est d'autre que l'époux de la femme d'affaires. De plus, rapidement, l'excursion sur le sol américain de Isabel s'éternise car elle se rend compte que Grace est sa propre fille qu'elle a abandonnée quand elle était bébé et, en échange de son argent qui peut sauver son institution, que Theresa la pousse à se réconcilier avec elle et Oscar dans l'intention de les voir unis avant sa disparition inévitable, provoquée par un cancer incurable qu'elle leur cache... 

## Fiche technique
- Titre original : After the Wedding
- Titre français : Après le mariage
- Réalisation et scénario : Bart Freundlich, d'après After the Wedding de Susanne Bier
- Musique : Mychael Danna
- Photographie : Julio Macat
- Montage : Joseph Krings
- Production : Joel B. Michaels, Julianne Moore, Bart Freundlich, Harry Finkel et Silvio Muraglia
- Sociétés de production : Ingenious Film Partners, Cornerstone Films, A Joel B. Michaels Production et Rock Island Films
- Société de distribution : Sony Pictures Classics
- Pays d'origine :  États-Unis
- Langue originale : anglais
- Format : couleur
- Genre : drame
- Durée : 110 minutes
- Dates de sortie : 
  - États-Unis :
    - 24 janvier 2019 (Festival du film de Sundance)
    - 9 août 2019 (sortie nationale)

  - France : 7 février 2020 (DVD)

## Distribution
- Julianne Moore : Theresa Young
- Michelle Williams : Isabel Andersen
- Billy Crudup : Oscar Carlson
- Abby Quinn : Grace Carlson
- Alex Esola : Jonathan
- Vir Pachisia : Jai
- Anjula Bedi : Preena